# Reakcja łańcuchowa

Łańcuchowa reakcja jądrowa rozszczepienia uranu-235 zainicjowana przez pojedynczy neutron

Reakcja łańcuchowa – rodzaj reakcji chemicznej, w przebiegu której reaktywne produkty przejściowe są w sposób ciągły regenerowane, umożliwiając tym samym podtrzymanie przebiegu kolejnych reakcji jednostkowych. Pojęcia tego używa się również do łańcuchowych reakcji jądrowych będących przemianami fizycznymi.
Po zainicjowaniu reakcja przebiega początkowo tylko w niewielkiej części ośrodka, lecz jej produkty – ciepło, światło, reaktywne produkty pośrednie – inicjują reakcję w kolejnym punkcie ośrodka, na skutek czego rozwija się ona lawinowo bez potrzeby udziału zewnętrznego czynnika inicjującego.

## Terminologia procesów reakcji łańcuchowych
Reakcja łańcuchowa jest w istocie serią jednostkowych reakcji następujących jedna po drugiej. Reakcje jednostkowe, współtworzące reakcję łańcuchową dzieli się zwykle na inicjację, propagację i terminację:
- inicjacja/inicjowanie – procesy prowadzące do powstawania pierwotnych centrów reaktywności, od których zaczyna się cały proces;
- propagacja – seria identycznych, stale powtarzających się reakcji prowadzących do otrzymania produktu z odtworzeniem się lub namnożeniem centrów reaktywności;
- terminacja – wszelkie procesy prowadzące do zaniku centrów reaktywności.

## Warunki zachodzenia reakcji łańcuchowej
Reakcja łańcuchowa zachodzi gdy spełnione są dwa podstawowe warunki:
- inicjowanie jest stosunkowo wolnym procesem, ale szybszym od terminacji lub terminacja jest całkowicie wyeliminowana
- propagacja jest o co najmniej jeden rząd szybszym procesem od procesu inicjowania i terminacji.

Gdy proces inicjowania jest szybszy lub przebiega z porównywalną szybkością do procesu propagacji reakcja nie ma charakteru łańcuchowego, lecz błyskawiczny. Powstaje naraz wiele centrów reaktywności, które błyskawicznie wyczerpują cały dostępny substrat w jednostkowych reakcjach propagacji i po chwili, o ile substrat nie jest stale dostarczany w tempie zbliżonym do szybkości inicjowania, reakcja wygasa. Reakcje błyskawiczne są często mylone z reakcjami łańcuchowymi.
Gdy proces inicjowania jest wolniejszy od procesu terminacji reakcja nie może nabrać charakteru łańcuchowego, gdyż centra reaktywności zanikają szybciej niż powstają i szybkość całego procesu staje się praktycznie równa szybkości jego inicjowania. To samo ma miejsce w przypadku gdy proces propagacji zachodzi wolniej lub choćby z porównywalną szybkością do procesu inicjowania. Jeśli proces terminacji jest szybszy od procesu inicjowania w układzie nie zachodzą praktycznie żadne dające się zaobserwować reakcje.
Proporcje szybkości reakcji inicjowania, propagacji i terminacji zależą od wielu różnych czynników. Najważniejszym jest ich molekularny lub w przypadku reakcji jądrowych – jądrowy mechanizm, który razem z warunkami termodynamicznymi (temperaturą, ciśnieniem, objętością) nazywany jest czynnikami kinetycznymi. Na szybkości względne inicjowania, propagacji i terminacji mogą mieć duży wpływ czynniki dyfuzyjne – a dokładnie możliwość docierania w odpowiednim czasie substratów do centrów reaktywności. Np.: gdy reakcja łańcuchowa prowadzi do wydzielania się dużych ilości gazów i nie odbywa się w zamkniętym naczyniu, gazy porywają z sobą substraty, a centra reaktywności ulegają takiemu rozproszeniu, że reakcje terminacji stają się szybsze od tempa dyfuzji substratów do tych centrów.

## Łańcuch kinetyczny
Jeden, wyróżniony cykl reakcji zaczynający się od pierwotnego inicjowania, poprzez wynikające z niego akty propagacji po ostateczne akty terminacji nazywany jest łańcuchem kinetycznym. Łańcuch kinetyczny może mieć charakter liniowy – kiedy akty propagacji polegają wyłącznie na odtworzeniu jednego centrum reaktywności lub charakter drzewiasty, gdy akty propagacji stale lub choćby czasami prowadzą do powstania kilku nowych centrów reaktywności. Drzewiaste reakcje łańcuchowe zwane są czasami reakcjami kaskadowymi.
Mechanizm reakcji jest czasami komplikowany możliwością przeniesienia łańcucha kinetycznego na skutek reakcji ubocznych. Przeniesienie to polega na tym, że jedna reakcja uboczna kończy łańcuch, ale jeden z produktów tej reakcji jest po jakimś czasie ponownie czymś inicjowany rozpoczynając nowy łańcuch kinetyczny. Procesy przeniesienia łańcucha kinetycznego są zazwyczaj niekorzystne z technologicznego punktu widzenia, z wyjątkiem przypadków reakcji „pseudożyjących” i zegarów molekularnych.

## Reakcje „żyjące” i „pseudożyjące”
Istnieją reakcje łańcuchowe, w których nie występują procesy terminacji. W chemii nazywane są one zwykle tzw. procesami „żyjącymi”. Układ „żyjący” reaguje do pełnego wyczerpania substratu. Po jego wyczerpaniu w układzie pozostają nadal aktywne centra reaktywności, które można ponownie uruchomić bez potrzeby powtórnego inicjowania. Reakcja może być zatem w każdej chwili kontynuowana po dodaniu nowej porcji substratu. Mówi się, że układ „żyjący” jest stale „głodny” i może pochłonąć każdą dostarczoną do niego porcję substratu. Układ „żyjący” można „zabić” poprzez dodanie do niego czynnika powodującego terminację.
Praktycznym wykorzystaniem procesu przeniesienia łańcucha kinetycznego są reakcje „pseudożyjące”, w których procesy terminacji są zastąpione cyklicznie powtarzającymi się procesami przeniesienia. Niektóre reakcje przeniesienia mogą też prowadzić do „zapętlania” się reakcji łańcuchowej prowadząc do przekształcenia ich w procesy cykliczne. Na zjawisku tym oparte są tzw. zegary chemiczne.
W reakcjach „żyjących” procesy przeniesienia łańcucha ani terminacji nie występują, stąd łańcuchy kinetyczne mają w nich charakter potencjalnie nieskończony. Po wyczerpaniu substratu łańcuchy kinetyczne się nie kończą, lecz pozostają otwarte i gotowe do ponownego uruchomienia po dostarczeniu kolejnych porcji substratu. W zwykłych reakcjach łańcuchowych, po wyczerpaniu się substratu część łańcuchów kinetycznych jest wciąż aktywna jednak na skutek dalszego zachodzenia reakcji terminacji szybko ulegają one wygaszeniu.

## Przykłady reakcji łańcuchowych
- niektóre rodzaje detonacji (wiele rodzajów detonacji to procesy błyskawiczne, a nie łańcuchowe)
- niektóre rodzaje spalania (wiele reakcji spalania nie ma charakteru łańcuchowego, a z kolei inne mają raczej charakter błyskawiczny)
- polimeryzacja łańcuchowa